# Carlos Santucho
Carlos Santucho, vollständiger Name Carlos Daniel Santucho Gradiol, (* 12. März 1985 in Nueva Helvecia) ist ein uruguayischer Fußballspieler.

## Verein
Der je nach Quellenlage 1,79 Meter, 1,91 Meter oder 1,93 Meter große Defensivakteur stand in den Jahren 2005 bis einschließlich der Apertura 2006 im Erstligakader von Liverpool Montevideo. In Apertura 2005 und Clausura 2006 wird dabei jeweils ein Einsatz für Santucho geführt. In der Clausura 2007 ist sodann eine Zwischenstation beim Zweitligisten Durazno FC verzeichnet. Anschließend lief er erneut für Liverpool Montevideo in der Primera División auf. In dieser zweiten Phase bei den Montevideanern sind inklusive der Clausura 2010 37 Spiele (kein Tor) in der höchsten uruguayischen Spielklasse für Santucho verzeichnet. Zudem stand er zweimal in der Copa Sudamericana und sechsmal in der Liguilla Pre-Libertadores auf dem Platz. Es folgte ein abermaliger Halbrunden-Abstecher zum Durazno FC in der Apertura 2010, in der er neun Einsätze (kein Tor) in der Segunda División vorweisen kann. In der Saison 2010/11 stand er im Kader des italienischen Vereins US Triestina. Seit 2011 gehörte er sodann dem chilenischen Team von Universidad de Concepción an. Im Januar 2013 folgte sein Wechsel zurück nach Uruguay. Dort schloss er sich El Tanque Sisley an. Für seinen derzeitigen Klub kam er im Ligabetrieb in der Clausura 2013 zu einem Einsatz und bestritt in der Apertura 2013 13 Partien. Zudem wurde er zweimal in der Copa Sudamericana 2013 eingesetzt. Nach der Apertura 2013 verließ er El Tanque und schloss sich im Januar 2014 dem ecuadorianischen Verein CD Olmedo an. Für die Ecuadorianer lief er in 29 Ligaspielen auf (kein Tor). Am 6. Februar 2015 wechselte er zum uruguayischen Erstligisten Rampla Juniors. Dort absolvierte er in der Clausura 2015 sieben Erstligaspiele und schoss ein Tor. Mitte Oktober 2015 schloss er sich Foligno Calcio an. Mitte Juli 2016 band er sich erneut an den in die Segunda División abgestiegenen Klub El Tanque Sisley. Mit vier Saisoneinsätzen (kein Tor) trug er zum Wiederaufstieg am Ende der Saison 2016 bei. Im Februar 2017 verpflichtete ihn der Club Atlético Torque.